# 제18회 서울국제사랑영화제
제18회 서울국제사랑영화제는 2021년 11월 2일에 열린 시상식이다.

## 수상 및 후보

### 상영작
- 십계 - 빌 보이스 외 1명
- 바베트의 만찬 - 가브리엘 엑셀
- 아버지의 길 - 슬로단 고르보비치
- 존 덴버 죽이기 - 아덴 로즈 콘데즈